# Deuce High
Pour plus de détails, voir Fiche technique et Distribution.
Deuce High est un film américain réalisé par Richard Thorpe, sorti en 1926.

## Synopsis
Ted Crawford, un cow-boy, croit avoir tué un homme et va risquer sa propre vie pour sauver le ranch où il travaille. Mais il finira par découvrir que l'homme n'était qu'assommé.

## Fiche technique
- Titre original : Deuce High
- Réalisation : Richard Thorpe
- Scénario : Walter J. Coburn
- Société de production : Action Pictures
- Société de distribution : Weiss Brothers Artclass Pictures
- Pays de production :  États-Unis
- Langue originale : anglais
- Format : noir et blanc — 35 mm — 1,37:1 — Film muet
- Genre : Western
- Durée : 5 bobines - 1 387 m
- Date de sortie :
  - États-Unis : 22 avril 1926

## Distribution
- Jay Wilsey : Ted Crawford
- Alma Rayford : Nell Clifton
- Robert D. Walker : McLeod
- J.P. Lockney : Mandell Armstrong
- Harry Lord : Jim Blake